# Aravade, Sagar
Aravade là một làng thuộc tehsil Sagar, huyện Shimoga, bang Karnataka, Ấn Độ.